# Film a basso costo
Un film a basso costo (talvolta anche conosciuto con l'anglicismo low budget) è un'opera cinematografica realizzata con spese di produzione relativamente basse e può corrispondere sia a produzioni professionali che amatoriali ed in quest'ultimo caso spesso i suoi realizzatori si autofinanziano.
Questo genere di film viene spesso confuso con quello dei film di serie B ma se ne differenzia sia per il successo ottenuto (di pubblico e di critica) che (nel caso di una produzione professionale), dalla capacità di sceneggiatori, musicisti, doppiatori, montatori ecc. che in essi hanno lavorato.
Si differenziano inoltre dai film indipendenti e specialmente quando quest'ultimi sono stati realizzati da registi esordienti o che si sono visti negare i finanziamenti da case di produzione che hanno considerato l'opera proposta come non interessante.
Non esiste un metodo per definire quando una produzione sia a basso costo poiché la definizione cambia da nazione a nazione ed a seconda della valuta utilizzata, inoltre va considerato anche il genere cinematografico poiché ad esempio un film commedia oppure horror dalla spesa di venti milioni di dollari può essere considerato di medio costo mentre un film d'azione o di fantascienza dalla stessa spesa sarebbe considerato di basso costo.

## Generi più utilizzati
Alcuni generi sono più favorevoli alla realizzazione di film a basso costo rispetto ad altri ed i film horror, ad esempio, sono spesso la scelta preferita per un debutto alla regia in quanto si tratta di un genere cinematografico che influenza lo spettatore in base alle reazioni suscitate dalla capacità di provocare ribrezzo o paura in ciò che vede e questo consente ai realizzatori del film di concentrarsi maggiormente sugli effetti scenici piuttosto che in eventuali spese costose del casting o dei luoghi.
I film thriller che utilizzano la suspense e le commedie che si basano sulla comicità, sono un'altra scelta piuttosto diffusa poiché si concentrano invece sulla narrazione ed a loro volta non necessitano di effetti speciali, cosa che invece è molto richiesta nei film di fantascienza e dove a causa della necessità di effetti scenici e di una post-produzione costosa con cui stupire lo spettatore, spesso finiscono per 'cadere' di diritto nella categoria dei film di serie B.
Un altro genere di film che può essere considerato è il western all'italiana che ad esempio può essere girato in paesi più economici degli Stati Uniti e che nel suo periodo d'oro (gli anni settanta) aveva a sua volta o ne rappresentava numerose parodie.

## Casi di film a basso costo divenuti un successo
Il film a basso costo che ha riscosso più successo a livello internazionale nella storia del cinema è The Blair Witch Project - Il mistero della strega di Blair del 1999, un film dell'orrore girato ed interpretato da giovani esordienti e realizzato con una spesa stimata di tra i 20.000 e i 25.000 dollari e che nel mondo ottenne un incasso totale di 248.639.099 dollari.
Un altro esempio (in questo caso controverso e dibattuto), è il film pornografico Gola profonda (Deep Throat) del 1972 che prodotto con soli 22.500 dollari e ne avrebbe incassati circa 600.000.000. La cifra è stata oggetto di dibattiti sia perché per un film del genere sarebbe un evento surreale e il costo del biglietto che era di 5 dollari e se comparato con i dati delle vendite comporterebbe un incasso di 120.000.000 di dollari.
Un altro caso è il film Clerks - Commessi, del 1994, girato interamente all'interno di un negozio, e costato 27.575 dollari. Il film ha incassato al botteghino più di 3 milioni di dollari, ed è stato scelto per la conservazione dalla Biblioteca del Congresso americana
Più di recente va citato il caso del falso documentario Paranormal Activity del 2007 e che, sebbene realizzato con 15.000 dollari ne incassò oltre 193 milioni a livello mondiale.
Un ulteriore esempio di film basso costo (grazie anche ai luoghi in cui è stato girato) è Who Killed Captain Alex?, un film d'azione realizzato in Uganda nel 2015 con meno di 200 dollari e che nello stesso paese è stato venduto in oltre 10 000 copie di DVD.

### Sequel e trilogie
Esistono anche casi di film a basso costo che hanno avuto un sequel (spesso con finanziamenti di gran lunga più cospicui) e che in alcuni casi sono divenuti trilogie.
Tra i casi ben degni di nota va citato il film El mariachi (1992) che ebbe un costo di poco più di 7.000 dollari e che dopo un incasso di oltre un milione di dollari ha avuto i sequel di Desperado (1995) e C'era una volta in Messico (2003).

## Incentivi
Nel dicembre 2009, dopo il successo riscosso da Paranormal Activity, la Paramount Pictures ha annunciato i piani per la realizzazione di un programma di incentivazione dalla spesa annuale di 1.000.000 di dollari per finanziare non oltre venti opere di artisti esordienti e non all'anno.